# Boscaler de Taczanowski
El boscaler de Taczanowski (Locustella tacsanowskia) és una espècie d'ocell de la família dels locustèl·lids (Locustellidae). Nidifica al Paleàrtic oriental (Sibèria oriental fins al Tibet i el sud de la Xina). És un ocell migratori que passa l'hivern al nord-est de l'Índia, a la província xinesa de Yunnan i el sud-est asiàtic. Habita els boscos i els herbassars temperats, així com els herbassars tropicals i subtropicals estacionalment humits/inundables. El seu estat de conservació es considera de risc mínim.
El nom específic de Taczanowski fa referència a l'ornitòleg polonès Wladyslaw Taczanowski (1819-1890).